# Charles Greene
Charles Edward Greene, detto Charlie (Pine Bluff, 21 marzo 1945 – Lincoln, 14 marzo 2022), è stato un velocista statunitense, campione olimpico della staffetta 4×100 metri ai Giochi di Città del Messico 1968.

## Biografia
Già nel 1964, a soli 19 anni, era dato fra i favoriti per la qualificazione ai Giochi olimpici, ma un infortunio muscolare fece sì che non andasse oltre un inutile sesto posto ai trials.
Successivamente Greene vinse i campionati AAU sulle 100 iarde nel 1966 e sui 100 metri nel 1968. In quest'ultima occasione stabilì per due volte il record mondiale: corse in 10 secondi netti in batteria e in 9"9 nella seconda semifinale, lo stesso tempo con il quale Jim Hines e Ronnie Ray Smith avevano segnato il nuovo record mondiale nell'altra semifinale disputata pochi minuti prima, abbattendo per la prima volta il "muro" dei 10 secondi.
Come studente dell'Università del Nebraska, Greene vinse il campionato NCAA sulle 100 iarde dal 1965 al 1967 ottenendo come miglior tempo 9"1, record mondiale eguagliato.
Ai Giochi olimpici di Città del Messico Greene conquistò la medaglia di bronzo sui 100 metri nonostante un dolore muscolare avvertito durante la finale. Questo inconveniente non gli impedì di prendere parte alla staffetta 4×100 metri che conquistò l'oro con il record mondiale.

## Palmarès
| Anno | Manifestazione  | Sede              | Evento      | Risultato | Prestazione | Note            |
| ---- | --------------- | ----------------- | ----------- | --------- | ----------- | --------------- |
| 1968 | Giochi olimpici | Città del Messico | 100 m piani | Bronzo    | 10"0        |                 |
| 1968 | Giochi olimpici | Città del Messico | 4 × 100 m   | Oro       | 38"2        | Record mondiale |